# Báki Alex
Báki Alex (2000 –) magyar ökölvívó.

## Élete
Az MTK színeiben versenyző Báki a 2015-ös ukrajnai junior ökölvívó-Európa-bajnokság elődöntőben – 46 kg-ban – kikapott grúz ellenfelétől, így a harmadik helyen végzett. Egy évvel később, a 2016-os kaposvári junior Eb-n a 48 kilogrammos súlycsoport döntőjét aranyéremmel zárta.